# Koi no Honoo
Singles de Yui Sakakibara
Katayoku no Icarus
(2008) Eien no Koi
(2008)
Koi no Honoo est le 11e single de Yui Sakakibara sorti sous le label LOVE×TRAX Office le 23 avril 2008 au Japon. Il arrive 39e à l'Oricon, il reste classé 4 semaines pour un total de 5 909 exemplaires vendus.
Koi no Honoo a été utilisé comme thème de fermeture pour l'anime Kanokon et Sweet Time a été utilisé comme thème pour Kanokon Radio. Koi no Honoo se trouve sur la compilation You♡I -Sweet Tuned by 5pb.-.

## Liste des titres
Toutes les paroles sont écrites par Hazuki Mico.
| 1. | Koi no Honoo (恋の炎)                | Saito Yoichi    | 4:12 |
| 2. | Sweet Time                           | Tominaga Yutaka | 3:48 |
| 3. | Koi no Honoo (Instrumental) (恋の炎) | Saito Yoichi    | 4:11 |
| 4. | Sweet Time (Instrumental)            | Tominaga Yutaka | 3:46 |